# Mines d'antimoine de La Bessade
Les Mines d'antimoine de La Bessade ont été exploitées jusqu'en 1930. Elles étaient situées à Mercœur, dans la Haute-Loire.

## Histoire
Des premières extractions ou grattages ont été faits au XVIIIe siècle par les paysans qui revendaient l'antimoine sur les marchés. L'industriel Emmanuel Chatillon créa une fonderie au Babory-de-Blesle dans les années 1880. Pour l’alimenter il inventa le procédé de traitement de l’antimoine par grillage volatilisant et prit la propriété des Mines d'antimoine de La Bessade (Haute-Loire), situées à Mercœur. Elle resta en activité jusqu'en 1930.
Des ruines des bâtisses sont restées en témoignage de l'activité minière d'antimoine de Mercœur.